# University of the Philippines

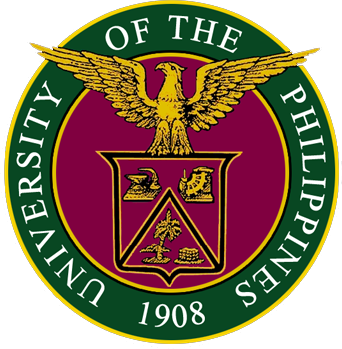
Zegel van de UP

De University of the Philippines (afgekort als UP) is een universiteit op de Filipijnen. Het is de enige staatsuniversiteit van het land. De universiteit werd in 1908 gesticht bij wet en voorziet in tertiair onderwijs in bijna elk studiegebied, zoals landbouw, medicijnen, gezondheid, rechten, exacte wetenschappen en sociale wetenschappen.
U.P. wordt beschouwd als de topuniversiteit in de Filipijnen en een van de beste universiteiten in Azië. Het was in 2006 en 2007 de hoogste gerangschikte Filipijnse universiteit in de THES-QS World University Rankings in 2006 and 2007. Afgestudeerden aan de U.P. eindigen vaak als beste bij de examens van de Philippine Professional Regulation Commission in bijna alle werkvelden.
Veel bekende Filipijnse leiders, politici, economen, advocaten, dokters, artiesten en ondernemers zijn afgestudeerd aan deze universiteit.

## Alumni en oud-studenten
- Alfredo Santos (1921), militair
- Mitzi Jonelle Tan, klimaatactiviste